# Оријентација изван рода
 Оријентација изван рода је књига коју је приредила Јелена Керкез, а истраживање спровела Теа Николић, објављена у издању издавачке куће Деве из Београда 2005. године.

## Аутори
Приређивач књиге је Јелена Керкез, а истраживање на основу којег је настала књига спровела је Теа Николић.

## О књизи
Књига Оријентација изван рода је збирка интервјуа. Бави се питањем да ли су нам потребни оријентири и како би се сналазили без њих. Књига у којој су из личних перспектива изнета размисљања о полу, роду и сексуалној оријентацији разлицитих људи из Србије.